# Gynaecologische houding
De gynaecologische houding is de houding die een vrouw moet innemen tijdens een inwendig gynaecologisch onderzoek. De vrouw neemt daarbij plaats op een speciale stoel met twee beugels, waarin men met opgetrokken knieën de voeten dient te plaatsen. Bij deze houding kan de onderzoekende arts het onderzoek lege artis en betrouwbaar uitvoeren.
Er bestaan overigens andere houdingen bij gynaecologisch onderzoek, maar die zijn meestal minder praktisch of minder prettig voor de vrouw of voor de arts.